# Sonu Niigaam
Sonu Nigam (Faridabad, Haryana, India, 30 de julio de 1973). Es un músico y cantante indio que canta principalmente en hindi y en canarés pero también en otras lenguas como el urdu, oriya, tamil, asamés, panyabí, bengalí. Ha cantado en muchas películas de Shahrukh Khan en Bollywood. Ha publicado muchos discos de pop indio y también ha participado como actor en varias películas. Durante algún tiempo cambió la escritura de su nombre por cuestiones de numerología de "Nigam" a "Niigaam", pero posteriormente lo revirtió.

## Biografía
Sonu Nigam nació el 30 de julio de 1973 en Faridabad, Haryana, India. Hijo de Agam Kumar Nigam y Shobha Nigam, en la ciudad de Faridabad, Haryana. Su padre era de Agra y su madre de Garhwal. Su hermana Teesha Nigam también es cantante profesional. Además, tiene otra hermana.
Comenzó su carrera musical a los 4 años apoyando a su padre en el escenario con la canción "Kya Hua ra Wada, Wo Kassam Wo Irada" de Mohammad Rafi. A partir de entonces acompañó a su padre en actuaciones

### Cantante de playback
Sus primeros años en Bombay no fueron fáciles. Empezó imitando canciones de Mohammad Rafi, especialmente del disco "Rafi Ki Yaadein". El promotor de T-Series le dio así la oportunidad de alcanzar una gran audiencia. El álbum le valió su imagen como "Rafi Clon". Su primera canción como cantante de playback en una película fue en "Janum" (1990), pero nunca fue proyectada. Un punto de inflexión en su trayectoria como cantante de playback se produjo con la película "Aaja Meri Jaan" de Gulshan Kumar. Después cantó la canción "Accha Sila Diya" del álbum "Bewafa Sanam" (1995), que le trajo un reconocimiento definitivo en su carrera.
Sonu presentó el show televisivo "SaReGaMa", un show de TV para talentos musicales como los que existen en muchos países. Este programa se convirtió en uno de los más exitosos en India. El primer episodio de "SaReGaMa" se emitió el 1 de mayo de 1995. Durante esos años recibió más encargos para hacer canciones de playback. Obtuvo mucha fama con su canción "Sandese Aate Hain" de la película "Border" (1997). Anu Malik fue el director musical de esta película. Su imagen como "Rafi Clon" se empezó a desvanecer con la canción "Yeh Dil Deewana" de la película "Pardes" (1997). Con esta canción creó su auténtico y único estilo y se ha convirtió en un ídolo para muchos nuevos músicos jóvenes en India.
Con los años Sonu se convirtió en una fuerza motriz guía en la industria musical en India. Fue el cantante de playback de muchísimas películas indias y ha recibido muchos diversos galardones. "Kal Ho Na Ho" es la canción más conocida y querida hasta hoy. Sonu es conocido para su voz versátil y por la gran gama de emociones que él es capaz a expresar. Sonu canta con una pronunciación muy clara en varias lenguas, como el hindi, el bengalí, el kannada, el panyabi, el tamil, el telugú, el marathi y el inglés.

### Discos de pop y conciertos
Sonu ha publicado diversos álbumes de pop: "Mausam", "Sapnay Ki Baat", "Kismat", "Deewana", "Jaan, "Yaad", "Chanda Ki Doli" y "Colours of Love". También él ha publicado un álbum que se llama "Pyar" en Panyabi. En septiembre de 2007 publicó un disco serial con 6 CD llamado "Kal Aaj Aur Kal Rafi" que contienen 100 canciones del Maestro Mohammad Rafi. En 2008 publicó dos nuevos álbumes "Classically Mild" y "Rafi Resurrected" y también el single "Punjabi Please".
Durante los últimos años ha realizado muchos conciertos en varios países: EUA, Canadá, Inglaterra, Francia, Alemania, Bélgica, Holanda, España, Australia, Nueva Zelanda, Pakistán, Nepal, Bangladés, Rusia, Afganistán, UAE, Arabia Saudí, Bangkok, Indonesia, Singapur, Malasia, West India, Mauricio, Nigeria y en África del Sur. En mayo/junio de 2007 participó en el tour de "The Incredibles" en América con otros cantantes de India como Asha Bhosle, Kunal Ganjawala y Kailash Kher. En septiembre/octubre del mismo año hizo en solitario el tour "Simply Sonu" en Canadá y Alemania. Fue en este país, en Alemania, el primer cantante de India en concierto. En abril de 2008 empezó un nuevo tour en India para presentar su nuevo sencillo "Punjabi Please".
En octubre de 2007 Sonu Nigam fue invitado a la inauguración del 28º presidente de la Universidad Harvard; Sr.Dr. Drew Gilpin Faust, a participar a este festejo y a cantar Mahatma Gandhi's Bhajan preferencial "Vaishnav Jan To Tene Kahiye" junto con el Harvard Collage Sangeet (un grupo de músicos de la universidad). Seguidamente el comité de Harvard les agradecía con una carta abierta y con un presente para el recién nacido Nevaan, hijo de Sonu.
En julio de 2008 hizo un tour especial en Inglaterra en tres ciudades (Birmingham, Mánchester y Londres) con la famosa City Of Birmingham Symphony Orchestra(CBSO) para presentar los mejores éxitos del Mohammad Rafi. Con este tour y la publicación del nuevo álbum "Rafi Resurrected" —del CBSO y de la editorial de música Saregama— entró en los anales de la historia de la música.
En el año 2011, colaboró en el Dasi Hits! Bollywood Remix del sencillo «I Wanna Go» de Britney Spears.

### Carrera en TV, radio y películas
Amén de su función como moderador para “SaReGaMa”, Sonu también presentó el show televisivo "Kisme Kitna Hai Dum" y fue miembro del jurado para “Indian Idol” (de Sony Entertainment Television) relevo 1, 2 y especial miembro del jurado en relevo 3. Además fue también miembro especial del jurado para "Amul Star Voice of India" en agosto de 2007. En octubre de 2007 regresó al programa “SaReGaMa” como miembro del jurado junto con Suresh Wadkar para “"Sa Re Ga Ma Pa L'il Champs International".
En 2006 presentó el show radiofónico "Life Ki Dhun with Sonu Niigaam" en Radiocity 91 FM. Aprovechó esta oportunidad para entrevistar otros grandes músicos como la famosa Lata Mangeshkar.
Sonu empezó su carrera cinematográfica en su infancia con películas como "Betaab" (1983). Como adulto ha coprotagonizado  "Jaani Dushman: Ek Anokhi Kahani" al lado de Sunny Deol, Manisha Koirala y Akshay Kumar; y ha protagonizado "Kash Aap Hamare Hote" al lado de Juhi Babbar, hija de Raj Babbar; y al final de "Love in Nepal" al lado de Flora Saini y Sweta Keswani. Desafortunadamente todas estas películas no tuvieron mucho éxito de público, aunque los críticas para “Love In Nepal” fueron muy buenas. Desde esta película Sonu no ha participado en ninguna película más, pero en la actualidad tiene algunos guiones en su casa y se dice que quizás va a hacer la película “"Anhkhon Ankhon Main", donde desempeñaría el papel de un cantante ciego.

### Proyectos para el futuro
Uno de sus proyectos va a ser un disco en inglés, llamado “Spirit Unfolding” y quizás protagonizará el papel de un cantante ciego en "Anhkhon Ankhon Main", aunque el contrato no se ha ultimado. Además él cantará como cantante de playback para diversas películas como Chandan Arora's "Striker" (con Siddharth), "Yaariyan" (una película Punjabi con Gurdas Mann y Bhoomika Chwla), "Run Mein Fun" (con Urmilia Matondkar) y la película "Rab Ne Bana Di Jodi" con Shahrukh Khan de Aditya Chopra. El 4 de agosto se preparaba el lanzamiento de un nuevo álbum con canciones para el dios Ganesha, y para el final del verano un álbum en canarés también. El 7 de agosto tuvo un concierto en Bangladés. Está previsto que el tour "Rafi Resurrected" continúe en Europa, los EE. UU. e India (con fechas por determinar).

## Vida privada y solidaria
Sonu, hijo de Agar Kumar Nigam y Shobha Nigam nació el 30 de julio de 1973 en Faridabad, Haryana, India. Estudió en la escuela J.D. Tytler. Tiene dos hermanas, Meenal y Neekita. Tanto su padre como su madre son cantantes muy buenos y en 2005 y 2007 Sonu su padre publicó los álbumes "Bewafaai" y "Phir Bewafaai". Su hermana Neekita también es cantante y ha publicado canciones de playback como "Sachha Pyaar" de la película "Marigold". Sonu está casado con su Madhurima desde el 15 de febrero de 2002 pero hacía muchos años que la conocía. Tienen un hijo llamado Nevaan que nació el 25 de julio de 2007.
Sonu practica gimnasia y le gusta mucho hacer Yoga. Se reconoce más espiritual que religioso.
Además Sonu contribuye intensamente con varias organizaciones benéficas en India y en el extranjero; así por ejemplo con fundaciones y organizaciones de ayuda para enfermedades de cáncer y lepra, y ayuda para ciegos y para la protección de las mujeres, o ayuda para las víctimas bélicas y sísmicas. Sonu también apadrina de un niño de la organización "Crayon".

## Premios
- 2019, Premios Icono del Siglo XXI, Magnificent Performing Arts Award.[7]
- 2008, Filmfare Awards South. Mejor cantante masculino con la canción "Ninindale", de la película Kannada Milana.
- 2008, GPBA (German Public Bollywood Award). Mejor cantante masculino con la canción "Mein Agar Kahoon", de la película Om Shanti Om.
- 2007, Annual Central European Bollywood Awards. Mejor cantante masculino con la canción "Mein Agar Kahoon", de Om Shanti Om.
- 2007, Bollywood Music Awards. Mejor cantante masculino con la canción “Kabhi Alvida Na Kehna”, Title Track.
- 2006, Star Screen Award. Mejor cantante masculino con la canción "Dheere Jalna", de la película Paheli.
- 2005, Swaralaya Yesudas Award, por su trayectoria musical.
- 2005, MTV Immies. Mejor disco pop, por su álbum "Chanda Ki Doli".
- 2005, Indian Television Award. Mejor cantante masculino con la canción "Miliee" - Titel-Song.
- 2005, Anadolok Award, por su álbum pop "Chanda Ki Doli".
- 2005, Lion Gold's Award por la canción "Main Hoon Na" de la película "Main Hoon Na".
- 2005, Teachers' Achievement Award.
- 2005, Most Stylish People In Music, MTV Style Awards.
- 2004, MTV Immies. Mejor cantante masculino con la canción "Main Hoon Na", de la película "Main Hoon Na".
- 2004, National Film Award. Mejor cantante masculino con la canción "Kal Ho Naa Ho", de la película Kal Ho Naa Ho.
- 2004, IIFA Best Male Playback Award. Mejor cantante masculino con la canción "Kal Ho Naa Ho", de la película Kal Ho Naa Ho.
- 2004, Bollywood Music Award. Mejor cantante masculino con la canción "Kal Ho Na Ho" de la película Kal Ho Naa Ho.
- 2004, Apsara Film Producers' Guild Award. Mejor cantante masculino con la canción "Kal Ho Na Ho" de la película Kal Ho Naa Ho
- 2003, Filmfare Best Male Playback Award. Mejor cantante masculino con la canción "Kal Ho Naa Ho", de la película Kal Ho Naa Ho".
- 2003, Zee Cine Award. Mejor cantante masculino por la canción "Saathiya", de la película "Saathiya"
- 2003, IIFA Best Male Playback Award. Mejor cantante masculino con la canción "Saathiya", de la película "Saathiya"
- 2003, MTV Immies. Mejor cantante masculino con la canción "Saathiya" de la película "Saathiya".
- 2003, Bollywood Music Award. Mejor cantante masculino con la canción "Saathiya” de la película "Saathiya"
- 2003, Most Stylish People In Music, MTV Style Awards
- 2002, Filmfare Best Male Playback Award. Mejor cantante masculino con la canción "Saathiya", de la película Saathiya.
- 2002, Zee Cine Award Best Playback Singer- Male. Mejor cantante masculino con la canción "Suraj Hua Maddham", de la película "Kabhi Khushi Kabhie Gham"
- 2002, IIFA Best Male Playback Award. Mejor cantante masculino con la canción "Suraj Hua Maddham", de la película "Kabhi Khushi Kabhie Gham"
- 2002, Bollywood Music Award. Mejor cantante con su álbum "Yaad"
- 2002, Bollywood Music Award. Mejor cantante masculino con la canción "Tanhayeede" la película "Dil Chahta Hai"
- 2001, Star Screen Award Best Male Playback. Mejor cantante masculino con la canción "Tanhayee", de la película "Dil Chahta Hai"
- 1998, Zee Cine Award Best Playback Singer- Male. Mejor cantante masculino con la canción "Sandese Aate Hai", de la película "Border"
- 1998, Star Screen Award. Mejor cantante y músico
- 1997, Aashirwad Award. Mejor cantante masculino con la canción "Sandese Aate Hai", de la película "Border"
- 1997, Sansui Viewers' Choice Award. Mejor cantante masculino con la canción "Sandese Aate Hai", de la película "Border"

## Éxitos memorables
| Canción                      | Película                         | Año  |
| ---------------------------- | -------------------------------- | ---- |
| Accha Sila Diya              | Bewafa Sanam                     | 1994 |
| Yeh Dil Deewana              | Pardes                           | 1997 |
| Sandese Aate Hain            | Border                           | 1997 |
| Satrangi Re                  | Dil Se                           | 1998 |
| Zindagi Maut Na Ban Jaaye    | Sarfarosh                        | 1999 |
| You Are My Sonia             | Kabhi Khushi Kabhie Gham         | 2001 |
| Is pyar ko main              | Mujhe Kuch Kehna Hai             | 2001 |
| Saathiya                     | Saathiya                         | 2002 |
| Mera rang de Basanti         | The Legend of Bhagat Singh       | 2002 |
| Ishq Kameena                 | Shakti: The Power                | 2002 |
| Sarfaroshi Ki Tamanna        | The Legend of Bhagat Singh       | 2002 |
| Kal Ho Naa Ho                | Kal Ho Na Ho                     | 2003 |
| Ghum Shuda                   | Chalte Chalte                    | 2003 |
| Main Hoon Na                 | Main Hoon Naa                    | 2004 |
| Tumse Milke Dil Ka           | Main Hoon Naa                    | 2004 |
| Do Pal Ki                    | Veer Zaara                       | 2004 |
| Sun Zara                     | Lucky: No Time for Love          | 2005 |
| Piyu Bole                    | Parineeta                        | 2005 |
| Soona Man Ka Aangan          | Parineeta                        | 2005 |
| Just Chill                   | Maine Pyaar Kyun Kiya            | 2005 |
| Falak Dekhoon                | Garam Masala                     | 2005 |
| Ada                          | Garam Masala                     | 2005 |
| Dheere Jalna                 | Paheli                           | 2005 |
| No Entry (Ishq Di Gali Vich) | No Entry                         | 2005 |
| Mere Haath Mein              | Fanaa                            | 2006 |
| Dil Vich Lagya Re            | Chup Chup Ke                     | 2006 |
| Kabhi Alvida Naa Kehna       | Kabhi Alvida Naa Kehna           | 2006 |
| Pyaar Ki Ek Kahani           | Krrish                           | 2006 |
| Koi Tumsa Nahin              | Krrish                           | 2006 |
| Pal Pal Har Pal              | Lage Raho Munna Bhai             | 2006 |
| Humko Maloom Hai             | Jaan-E-Mann                      | 2006 |
| Ajnabi Shehar                | Jaan-E-Mann                      | 2006 |
| Sau Dard Hain                | Jaan-E-Mann                      | 2006 |
| Behka Diya Humein            | Umrao Jaan                       | 2006 |
| Aaj Ki Raat                  | Don - The Chase Begins Again     | 2006 |
| Salaam-E-Ishq                | Salaam-e-Ishq: A Tribute To Love | 2007 |
| Tenu Leke                    | Salaam-e-Ishq: A Tribute To Love | 2007 |
| Main Agar Kahoon             | Om Shanti Om                     | 2007 |
| In lamhon ke daaman          | Jodhaa Akbar                     | 2008 |
| Aaj Ki Raat                  | Slumdog Millonaire               | 2008 |

## Discografía
| Título           | Papel   | Año  |
| ---------------- | ------- | ---- |
| Sapnay Ki Baat   | Hindi   | 1997 |
| Kismat           | Hindi   | 1998 |
| Mausam           | Hindi   | 1999 |
| Pariyon Se       | Hindi   | 1999 |
| Deewana          | Hindi   | 1999 |
| Jaan             | Hindi   | 2000 |
| Yaad             | Hindi   | 2001 |
| Chanda Ki Doli   | Hindi   | 2005 |
| Colours of Love  | Hindi   | 2007 |
| Pyar             | Punjabi | 2007 |
| Kal Aaj Aur Kal  | Hindi   | 2007 |
| Classically Mild | Hindi   | 2008 |
| Punjabi Please   | Hindi   | 2008 |
| Rafi Resurrected | Hindi   | 2008 |

## Filmografía
| Título                          | Papel        | Año  |
| ------------------------------- | ------------ | ---- |
| Masti ke lutere                 | Child Artist | 1982 |
| Ustaadi Ustaad Ke               | Child artist | 1982 |
| Betaab                          | Young Sunny  | 1983 |
| Hum se hai zamana               | Child artist | 1983 |
| Taqdeer                         | Child artist | 1983 |
| Jaani Dushman                   | Vivek Saxena | 2002 |
| Kaash..Aap Hamare Hote          | Jai Kumar    | 2003 |
| Love in Nepal                   | Abby         | 2004 |
| Navra Maajha Navsacha (Marathi) | Él mismo     | 2005 |